# Лемберг-при-Шмарю
Лемберг-при-Шмарю (словен. Lemberg pri Šmarju) — поселення в общині Шмарє-при-Єлшах, Савинський регіон, Словенія. 
Висота над рівнем моря: 238,4 м.